# Dolores Huerta
Dolores Clara Fernández Huerta (Dawson, Nuevo México; 10 de abril de 1930) es una sindicalista estadounidense, cofundadora y primera vicepresidente emérita del Sindicato de Trabajadores Agrícolas de América, AFL-CIO (UFW).

## Biografía
Huerta nació en Dawson, Nuevo México, donde su padre, Juan Fernández, era minero, agricultor, activista sindical y legislador estatal. Sus padres se divorciaron cuando ella tenía tres años. Su madre, Alicia Chávez, la crio junto a sus dos hermanos y dos hermanas, en el seno de una comunidad de agricultores del Valle de San Joaquín, en Stockton, California. Su madre era la propietaria de un restaurante y un hotel de setenta habitaciones en el que solía brindar hospedaje a familias campesinas sin cobrarles.
En 1955, Huerta cofundó el capítulo de Sacramento de la Organización de Servicios a la Comunidad y, en 1960, la Asociación de Trabajadores Agrícolas. En 1962, cofundó la Asociación Nacional de Trabajadores del Campo —National Farm Workers Association, en inglés— junto con César Chávez. Con el tiempo, esta asociación pasó a ser el Comité de Organización de los Trabajadores Agrícolas —United Farm Workers Organizing Committee, en inglés— y, más tarde, los Trabajadores Agrícolas Unidos —(UFW, United Farm Workers, en inglés—. En 1966, negoció un contrato entre el UFWOC y la empresa de vinos Schenley Wine Company. Esta fue la primera vez que los trabajadores del campo, colectivamente, entablaron con éxito negociaciones con una empresa agrícola.
Huerta dirigió el boicot nacional de la UFW contra la uva, haciendo llegar a los consumidores el sufrimiento y la lucha de los trabajadores del campo. El boicot se extendió por toda la industria de la uva de California, lo cual propició la firma de un acuerdo colectivo de tres años con la UFW.
Políticamente ha sido muy activa; ha ejercido mucha presión a favor (o en contra) de numerosas leyes, tanto federales como de California. Entre las leyes que Huerta ha defendido se encuentran:
- Un proyecto de ley de 1960, que permite que el examen de conducir pueda realizarse en español.
- Una legislación de 1962 para eliminar el Programa Bracero.
- La legislación de 1963 para promover la Ayuda para Familias con Hijos Dependientes (AFDC, por sus siglas en inglés) a los agricultores de California.
- El Agricultural Labor Relations Act (a favor de las relaciones laborales) de 1973
- El Acta de Inmigración Federal de 1985.

Como defensora de los derechos de los trabajadores del campo, Huerta ha sido arrestada veintidós veces por participar en actividades de desobediencia civil no violentas y huelgas.
En California, el 10 de abril es día de Dolores Huerta.

## Carrera
En 1955, Huerta ayudó a Fred Ross a fundar la Organización de Servicios Comunitarios (CSO) de la sección de Stockton, que lucha por mejoras económicas para latinos. Puesto que Huerta era dedicada y dispuesta a servir, Ross a menudo le delegaba grandes responsabilidades. Él sabía que ella era capaz de difundir el mensaje de la organización y de promover su agenda. [14] “Mientras asumía responsabilidades y puestos tradicionalmente ocupados por hombres blancos, se le criticaba a Huerta a base de su género y estereotipos étnicos”. [15]
En 1960, Huerta fue una de los fundadores de la Asociación de Trabajadores Agrícolas, que estableció campañas de registro para votar y insistió a los gobiernos locales para mejoras en los barrios. [16][17] En 1962, fue una de los fundadores, con César Chávez, de la Asociación Nacional de Trabajadores Agrícolas, que luego se convertiría en el Trabajadores Agrícolas Unidos (United Farm Workers). En 1966, negoció un contrato entre el UFWOC y la compañía de vino de Schenely, marcando la primera vez que los trabajadores agrícolas pudieron negociar con una empresa agraria. [18]
Por su trabajo con la CSO, Huerta conoció a Chávez, el director ejecutivo de la CSO. Chávez pensó que Huerta era inteligente, elocuente y emprendedora, pero a él no les simpatizaban los "ilegales" que, según él, dañaban la causa de los inmigrantes legales. [19]
Pero Chávez y Huerta se dieron cuenta rápidamente de que compartían el objetivo común de ayudar a mejorar las vidas y sueldos de los campesinos, entonces fundaron la Asociación Nacional de Trabajadores Agrícolas. En 1962, después de que la CSO rechazó la solicitud de Chávez, presidente de la organización, para organizar a los trabajadores, Chávez y Huerta renunciaron la CSO. Huerta regresó a trabajar para la Asociación Nacional de Trabajadores Agrícolas, la cual más tarde se unió con el Comité de Organización de Trabajadores Agrícolas que luego se convirtió en el Trabajadores Agrícolas Unidos (UFW). “Las habilidades de organizar de Dolores fueron esenciales para el desarrollo de la incipiente organización.”[17]
La fundación fue cambiada más tarde a una afiliada organización de trabajadores agrícolas. En una entrevista, Dolores explicó por qué ella quería ayudar a los campesinos. Explicó que tuvo la oportunidad de ver las condiciones bajo las que vivían los trabajadores más pobres. Explicó que los trabajadores ganaban muy poco dinero, no tenían derechos, dormían en el suelo, sus muebles eran cajas de madera, no tenían agua limpia, ni acceso a baños, trabajaban desde la madrugada hasta la noche y no se les daban descansos. Muchos de ellos viajaban a donde estaban los cultivos según la temporada, lo cual significaba que sus hijos recibían una educación inadecuada y muchas veces trabajaban en los campos al lado de sus padres. Explicó que los dueños de los campos abusaron sexualmente de muchas mujeres pero éstas temían hablar del abuso sexual porque sus familias necesitaban los trabajos. [20] Dolores explicó que muchos de los dueños de los campos se justificaban diciendo “les estamos haciendo un favor a los trabajadores y al público al darles trabajos.” Explicó que los dueños de los campos habían recibido la tierra y el agua gratis y suponían que los trabajadores trabajarían gratis también.[21] Después de que Dolores vio los condiciones bajo las cuales vivían estas personas, se unió a la organización. Explicó que se tenían que aprobar leyes para que estas personas pudieran recibir un trato justo, y ella trabajó duro y ejerció presión para que se aprobaron leyes. Con la ayuda de la organización, ella ayudó a abogar por los derechos de los trabajadores para asegurar que recibieran sueldos justos y trabajaran en mejores condiciones.[22]
A la edad de solo 25 años, Huerta era recepcionista en Sacramento para la Organización de Servicios Comunitarios de Stockton y capacitaba a personas para organizar movimientos políticos comunitarios.
En 1965, Huerta dirigió el boicot nacional de la UFW durante la huelga de la uva en Delano, llevando la difícil situación de los trabajadores agrícolas a los consumidores. Dirigió la organización de boicots en defensa de los derechos de los consumidores. El boicot hizo que toda la industria de uva de mesa de California firmara un acuerdo de negociación colectiva de tres años con United Farm Workers en 1970.
Además de organizar, Huerta ha participado activamente en el cabildeo de leyes para mejorar las vidas de los trabajadores agrícolas. Las leyes que ella apoyó incluyen las siguientes
• Proyecto de ley de 1960 para permitir que las personas de habla hispana tomen el examen de conducir de California en español
• Legislación de 1962 que revoca el Programa Bracero.
• Legislación de 1963 para extender el programa federal, Ayuda a familias con niños dependientes (AFDC), a trabajadores agrícolas de California
• La Ley de Relaciones Laborales Agrícolas de California de 1975
Como defensora de los derechos de los trabajadores agrícolas, Huerta ha sido arrestada veintidós veces por participar en actividades no violentas de desobediencia civil y huelgas. Sigue activa en causas progresivas, y forma parte de las juntas de People for the American Way , Federación de Consumidores de California, y Fundación de la Mayoría Feminista.
El 5 de junio de 1968, Huerta se paró junto a Robert F. Kennedy en la plataforma de oradores en el Ambassador Hotel en Los Ángeles cuando presentó una declaración de victoria a sus partidarios políticos poco después de ganar la elección primaria presidencial demócrata de California. Solo momentos después de que el candidato terminara su discurso, Kennedy y otras cinco personas resultaron heridas por disparos dentro de la despensa de la cocina del hotel. Kennedy murió a causa de sus heridas de bala el 6 de junio.
En septiembre de 1988, frente al Hotel St. Francis en Union Square, Huerta fue severamente golpeada por el oficial de la Policía de San Francisco, Frank Achim, durante una protesta pacífica y legal de las políticas / plataforma del entonces candidato a presidente George H.W. Bush. Los golpes de bastón causaron lesiones internas significativas en el torso, lo que provocó varias costillas rotas y requirió la extracción de su bazo en una cirugía de emergencia. La golpiza fue captada en una cinta de video y difundida ampliamente en las noticias de la televisión local. Más tarde, Huerta ganó un gran juicio contra el SFPD y la ciudad de San Francisco por el ataque, cuyas ganancias usó en beneficio de los trabajadores agrícolas. Como resultado de este asalto y la demanda, el SFPD fue presionado para cambiar sus políticas de control de multitudes y su proceso de disciplina de los oficiales.
Tras una larga recuperación, Huerta se ausentó del sindicato para centrarse en los derechos de las mujeres. Atravesó el país durante dos años en nombre de Feminist Majority's Feminization of Power: 50/50 para la campaña del año 2000 alentando a las latinas a postularse para un cargo. La campaña resultó en un aumento significativo en el número de mujeres representantes elegidas a nivel local, estatal y federal. También se desempeñó como Presidenta Nacional del Partido del Siglo XXI, fundada en 1992 sobre los principios de que las mujeres constituyen el 52% de los candidatos del partido y que los oficiales deben reflejar la diversidad étnica de la nación.

## La fundación de Dolores Huerta
Huerta es la presidenta de la Fundación Dolores Huerta, que fundó en 2002. Es una organización de beneficio comunitario 501(c)(3) que se organiza involucrand and  DHF crea oportunidades de liderazgo para la organización comunitaria, el desarrollo de liderazgo, el compromiso cívico y la promoción de políticas en las siguientes áreas prioritarias: "Salud y medio ambiente, educación y desarrollo juvenil y desarrollo económico".
La fundación empezó cuando Huerta recibió una donación de $100,000 de Puffin/Nation Prize por Creatividad de Ciudadanía, la cual utilizó para crear la Fundación Dolores Huerta. Su hija menor, Camila Chávez, es la Directora Ejecutiva de la fundación y “en este momento dirige a 20 personas que se encargan de organización, comunicación y administración, además de pasantes que también forman parte de esta fundación.” El objetivo principal de esta fundación es enlazar movimientos como “los derechos de la mujeres, los derechos LGBTQ, los derechos de inmigrantes, los derechos de los trabajadores y los derechos civiles” para unirlos como un mismo movimiento. El pensamiento de esta fundación se rige en la idea de estos movimientos como derechos universales y, por ende, la combinación de compromiso, programas, y voluntarios, su meta es crear consciencia sobre estos movimientos y motivar a otros a ser activistas también.
La Fundación Dolores Huerta tiene programas de temas como Compromiso Civil a otros temas como Programa de Jóvenes, que contribuyen a la educación y la igualdad. En estos programas, la fundación “organiza entrenamientos y le da recursos a comunidades rurales con pocos recursos.” El Programa de Compromiso Cívico se focaliza en los derechos de votar de las personas. Han protestado, a través de peticiones y firmas, para revisar inquietudes con respecto a impuestos de propiedad en la Proposición 13. Otra de sus campañas recientes fue motivar a personas para votar en las elecciones primarias CA el 5 de junio. Esto se logró “educando a las personas sobre información federal importante, como reducciones de impuestos y Actos de Trabajo 2017 y el presupuesto de la Casa Blanca.” Proyectos como estos fueron muy exitosos, ya que lograron acumular 31,858 contactos no duplicados para ayudarlos con este tipo de campañas. También crearon una campaña sobre el voto de los jóvenes, en donde lograron acumular 1,055 contactos y 809 votantes jóvenes.
Ha habido varias “victorias” a lo largo de la carrera de esta fundación. Por ejemplo, la registración de más de 1,000 inmigrantes jóvenes en los condados Kern y Tulare. A través de esta fundación también se “aseguraron millones de dólares para infraestructuras locales como nuevos sistemas de desagüe, luces en las calles, aceras, y canales en Lamont y Weedpatch de 2007 a 2015.” La educación es una de las prioridades más grandes para la organización y tuvo un logro histórico en 2017, cuando la secundaria Kern “acordó resolver una demanda presentada en nombre de  estudiantes latinos y negros, que habían sido injustamente suspendidos a causa de racismo.” Ahora el distrito tiene prácticas de disciplina positiva y le ofrece entrenamiento a todos los empleados.
La Fundación Dolores Huerta ha estado en las noticias varias veces desde que comenzó. Más recientemente, San Francisco Weekly escribió una reseña de la fundación, intitulada, “Escuela en San Francisco llamada en honor a Dolores Huerta, recauda donaciones para hacer aún más.” En la reseña, hay detalles sobre la iniciativa de unos padres, que recaudaron dinero en GoFundMe para hacer un mural en honor a Huertas. El director de la escuela primaria, Luis Rodríguez, dijo, “nuestra escuela queremos que nuestros profesores le enseñen a sus alumnos el poder de sus voces, el poder de la presencia, el poder de ser, el poder de defender la dignidad y la lucha por la igualdad, representando lecciones de la vida y el activismo de alguien como Dolores Huerta.”

## Derechos de la Mujer

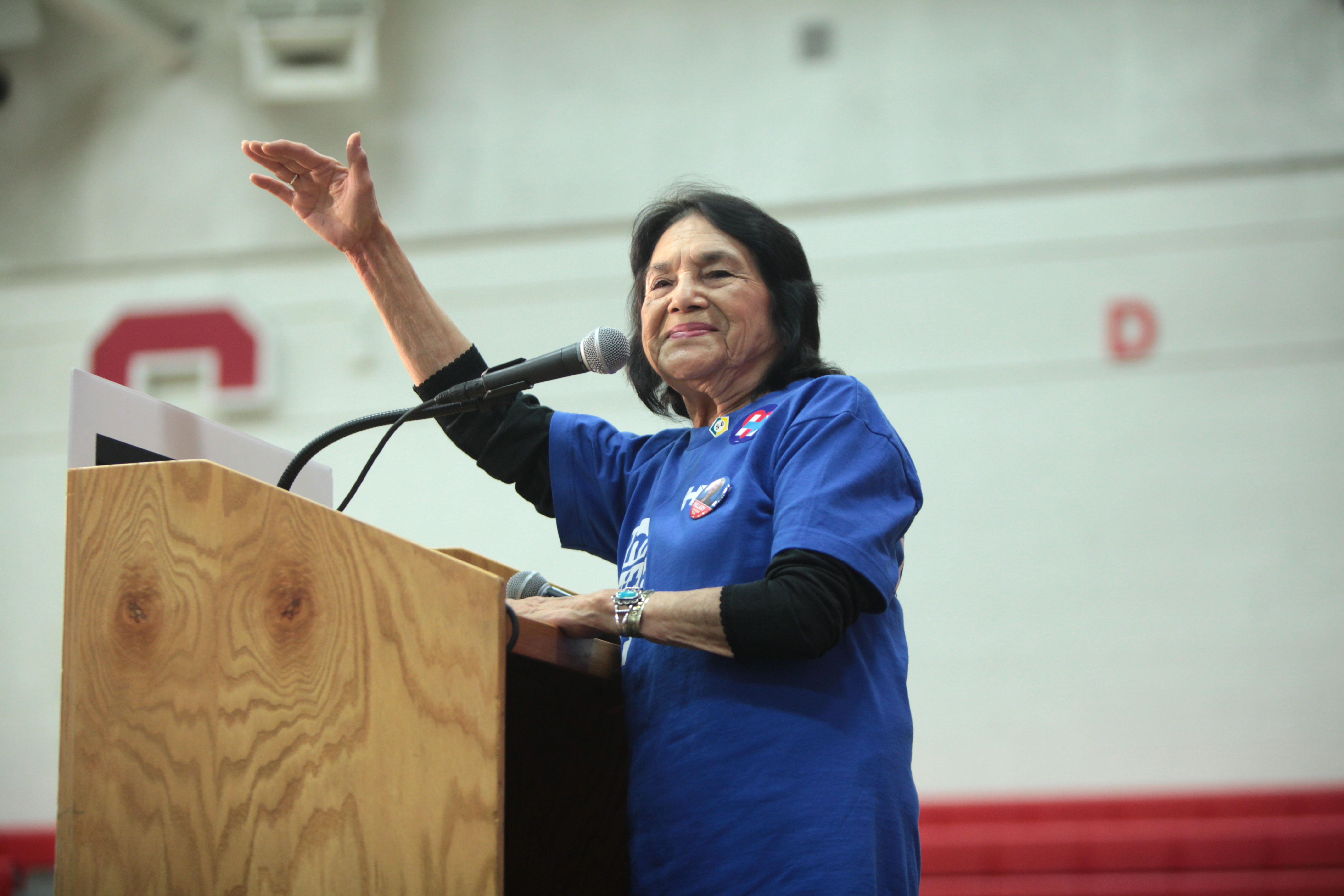
Dolores Huerta hablando en un mitin de campaña con el expresidente Bill Clinton en Central High School en Phoenix, Arizona (2016).

Dolores, un documental sobre Huerta, habla sobre sus ideas con respecto al feminismo y el activismo. Su definición de feminismo es alguien que “apoya los derechos de reproducción de las mujeres y que apoya el derecho de la mujer al aborto, que apoya los derechos LGBT, que apoya a los trabajadores y los sindicatos, que apoya el medio ambiente, que se preocupa de los derechos civiles y la igualdad con respecto a nuestro sistema económico.” Huerta también explica, en el documental, como ella entiende por qué las personas piensan que “el feminismo es para mujeres blancas” y que esto se debe a que fue mayormente fundando por mujeres de clase media, sin embargo, ella trata de mostrar que las mujeres de color también pueden estar al mando de los derechos civiles, sindicatos, y movimientos feministas. Huerta piensa que la educación es la herramienta más esencial para el futuro de este activismo. Según sus palabras, “Tenemos que incluir, desde preescolar, las contribuciones de personas de color en nuestras escuelas hoy en día.” Ella dice que esta es la única manera de acabar con la ignorancia que existe hoy en el mundo.
Dolores Huerta y Gloria Steinem defendieron la interseccionalidad en el activismo. En los años 60, cuando Huerta viajó a la ciudad de Nueva York para boicotear las uvas de mesa de California, se centró en traer a las mujeres a la lucha. Huerta dijo: "Mi mente estaba centrada en conseguir que esas mujeres en esas convenciones apoyaran a los trabajadores agrícolas". En la convención, Gloria Steinem expresó su apoyo a la causa de Huerta, lo que llevó a Huerta a prestar su apoyo al movimiento feminista. Huerta cree ser una "feminista nacida de nuevo". Al incorporar conscientemente el feminismo en su lucha por los derechos de los trabajadores, Huerta tuvo un mayor impacto en cómo se trataba a las trabajadoras. Además, Steinem expandió el movimiento feminista para incluir temas relacionados con la raza y el feminismo ya no era un movimiento solo para mujeres blancas.
En 2014, Dolores Huerta organizó a personas en Colorado para votar en contra de la Enmienda 67, lo cual limitaría el acceso de una mujer al control de la natalidad, los servicios de planificación familiar y los abortos. La enmienda 67 extendió la definición de "persona" y "niño" al óvulo fertilizado. Muchos llaman a esta enmienda una "ley de activación", lo que significa que si Roe v. Wade fuera revocada, la ley sería "activada", prohibiendo automáticamente todos los abortos, incluso en el caso de violación, incesto o salvar la vida o la salud de la mujer. . La enmienda 67 no solo restringiría todo acceso al control de la natalidad y al aborto, sino que también sometería a cualquier mujer cuyo embarazo no resultó en un parto vivo, incluyendo a las mujeres que tuvieron un aborto espontáneo, a una investigación criminal.
Huerta pasó tres décadas luchando por condiciones de trabajo más seguras con la UFW. Una parte importante de su plataforma era reducir los pesticidas dañinos. A medida que su movimiento se hizo más feminista, esto se hizo más importante ya que los pesticidas causan complicaciones en el embarazo, tales como: disminución de la fertilidad, aborto espontáneo, muerte fetal y anomalías del desarrollo.

## Honores
Nombraron a Huerta como una de las tres mujeres más importantes del año 1997 por la revista Ms. Fue la destinataria inaugural del Eleanor Roosevelt Award for Human Rights premiado por el presidente Bill Clinton. Ese mismo año, la revista Ladies' Home Journals la reconoció como una de las 100 mujeres más importantes del siglo XX, junto con otras líderes mujeres como Madre Teresa, Margaret Thatcher, Rosa Parks Indira Gandhi.
Le otorgaron el Puffin/Nation Prize for Creative Citizenship en 2002. El 30 de septiembre de 2005, la nombraron una hermana honoraria de la hermandad Kappa Delta Chi (el capítulo local de Wichita State University).]Recibió un título honorario de Princeton University en mayo de 2006 como reconocimiento todos sus logros. Le alabaron en la ceremonia diciendo: “a través de su sed para justiciar – La Causa – y su lucha incansable, ha dedicado su vida a ser una ciudadana creativa, compasiva, y comprometida”.[33] Fue una de los dos ganadores (al lado de Virgilio Elizondo) en 2007 del Community of Christ International Peace Award.
El 18 de mayo de 2007, Huerta anunció su apoyo a Hillary Clinton para presidente. Nominó a Clinton formalmente para ser la candidata presidencial en la convención democrática nacional de 2008. 
El United Neighborhood Centers of America la reconoció con su premio más alto, el Jane Addams Distinguished Leadership Award, en su cumbre nacional de política en Washington D. C. La premiaron con la medalla de UCLA durante la ceremonia de graduación del UCLA del departamento de letras y ciencias el 12 de junio de 2009, el honor más prestigioso de UCLA.
En octubre de 2010, le dieron un título honorario de la universidad Mills College y le alabaron como “una defensora de la justicia social quien ha obtenido el apoyo nacional de campesinos, mujeres, y comunidades marginalizadas a través de su liderazgo valiente en su lucha para derechos humanos y civiles”. En el mismo mes, recibió un doctorado honorario de la universidad, University of the Pacific, que también reveló un retrato oficial de ella para el proyecto Architects of Peace por el artista Michael Collopy.
Huerta recibió la Medalla Presidencial de la Libertad, del president Barack Obama el 29 de mayo de 2012. Es presidenta honoraria de la organización Democratic Socialists of America y también sirve actualmente en el consejo de administración de la organización Equality California.
Le dieron un doctorado honorario de letras y humanidades de la Universidad Mount Holyoke College, donde presentó un discurso en la ceremonia de graduación el 20 de mayo de 2017.
Han nombrado cuatro escuelas primarias en California en honor a Huerta; una en Fort Worth, Texas; y un colegio en Pueblo, Colorado. Pitzer College, una universidad en Claremont, California tiene un mural en frente del edificio Golden Hall dedicado a ella. ]Una escuela en la ciudad agricultura de Salinas, California, que tiene una población principalmente de campesinos, también lleva el nombre de Huerta. Fue la oradora en la primera y en la décima convocatoria de César Chávez. En 2013, Huerta recibió el premio anual de Greatest Public Service Benefiting the Disadvantaged, de la organización Jefferson Awards.

## Primeros años
Huerta nació el 10 de abril de 1930, en el pueblo minero de Dawson, Nuevo México. Es la segunda nacida de tres hijos y la única hija de Juan Fernández y Alicia Chávez. Juan Fernández nació en Dawson en una familia de inmigrantes mexicanos y trabajó como minero de carbón. Luego, se unió a la fuerza laboral de migrantes, y cosechó remolachas en Colorado, Nebraska y Wyoming. Durante su niñez, solía oír a su padre relatar cuentos sobre la organización de las uniones. Tras el divorcio de sus padres cuando ella tenía tres años, vio poco a su padre. Él se quedó en Nuevo México y sirvió en la legislatura estatal en 1938.
Chávez crio a Huerta y a sus dos hermanos en la comunidad de trabajadores campesinos de Stockton, en el Valle Central de California. A la madre de Huerta se le conocía por su bondad y compasión hacia los demás y estuvo involucrada en los asuntos de su comunidad, numerosas organizaciones civiles y la iglesia. Fomentó la diversidad cultural que formó una parte natural de la crianza de Huerta en Stockton. Chávez fue empresaria y dueña de un restaurante y de un hotel de 70 habitaciones, en los que hospedaba a familias de bajos recursos y a las familias campesinas a precios módicos, y a veces ofrecía alojamiento gratis. Ella le inspiró a Dolores a abogar por los trabajadores agrícolas más tarde en su vida. Durante una entrevista, Huerta dijo que “La persona dominante en mi vida es mi madre. Ella fue una mujer muy inteligente y muy amable”. Todo esto provocó que Huerta pensara en los derechos civiles. Las acciones generosas de su madre durante la niñez de Dolores proporcionaron la base de la postura pacífica y fuertemente espiritual de esta. En la misma entrevista dijo, “Cuando hablamos de fuerzas espirituales, creo que las mujeres hispanas están más familiarizadas con las fuerzas espirituales. Sabemos lo que es el ayuno y que es parte de la cultura. Sabemos qué son las relaciones y sabemos qué es el sacrificio”.
La acción comunitaria de Huerta empezó cuando era estudiante en la preparatoria, Stockton High School. Huerta participó en numerosos grupos escolares, fue batonista y una miembro dedicada de una organización para niñas, Girl Scouts, hasta la edad de 18 años. Ella recuerda haber sido acusada de robar el trabajo de otro estudiante, y como resultado, haber recibido una calificación injusta, situación que ella considera como motivada por prejuicios raciales. El haber experimentado la marginalización durante la niñez por ser hispana, Huerta se crio con la creencia de que la sociedad tiene que cambiar. Estudió en Stockton College de la Universidad del Pacífico (que luego se convirtió en San Joaquin Delta Community College), donde obtuvo credenciales provisionales para enseñar. Después de enseñar en una escuela primaria durante un tiempo, Huerta renunció su trabajo y emprendió su cruzada de toda la vida, para corregir la injusticia económica.
En sus palabras, “No toleraba ver a los niños entrar al salón hambrientos y necesitando zapatos. Pensé que podría hacer más a través de organizar a los campesinos que a través de enseñar a sus hijos hambrientos”.